# Снегов, Михаил Георгиевич
Михаил Георгиевич Снегов (12 ноября 1896, Мордвиново, Сельское поселение Юрловское — 25 апреля 1960, Харьков) — советский военачальник, генерал-майор (1940), участник Первой мировой, Гражданской и Великой Отечественной войн.

## Биография
Родился 12 ноября 1896 года в деревне Мордвиново Можайского уезда Московской губернии в русской крестьянской семье. После окончания гимназии в 1914 году был призван по мобилизации в царскую армию. Участвовал в Первой мировой войне. В 1916 году окончил Алексеевское военное училище, служил младшим офицером роты 55-го запасного пехотного полка в Москве, затем дослужился до звания поручика и должности командира роты.
В январе 1918 года вступил в Московскую Красную гвардию, а в марте — в Красную Армию. Принимал участие в Гражданской войне в боевых действиях против войск Каледина, Краснова, Деникина, Врангеля. Дослужился до должности командира бригады.
После войны до 1927 года занимал должности начальника штаба дивизии и корпуса в Московском военном округе. В 1927—1939 годах работал в различных управлениях РККА, в 1940 году был назначен командиром 8-го стрелкового корпуса Киевского особого военного округа. 4 июня 1940 года ему было присвоено звание генерал-майора.
В 1930-х годах исключался из ВКП(б) за отклонение предложения специальной парткомиссии развестись с женой дворянского происхождения.
Корпус Снегова принимал участие в Великой Отечественной войне с первого дня. 22 июня 1941 года в составе 26-й армии Юго-Западного фронта начал сражения с наступающими немецкими войсками в районе государственной границы СССР. 23 июня корпус перешёл в контратаку и отбил захваченный немцами накануне город Перемышль, после чего удерживал его до 26 июня. После мощных атак противника и отхода соседей, во избежание окружения, корпус был вынужден отойти к Станиславу.
Во второй половине июля 1941 года корпус вёл бои под Уманью, в ходе которых попал в окружение. По данным советских историков, 6 августа в бою у села Копенковатое Кировоградской области, командующий корпуса Снегов, получив ранение в ногу и контузию, был захвачен в плен. По данным немецких историков пленение произошло 8 августа у села Подвысокое, в 6 километрах на северо-восток от села Копенковатое.
Первоначально лечился в немецком госпитале, затем был вывезен в Германию, где содержался в нескольких лагерях для военнопленных. Отказался от всех предложений сотрудничества со стороны немцев и сторонников генерала Власова. 4 мая 1945 года был освобождён американскими войсками. Через советскую военную миссию по репатриации в Париже вернулся в СССР, где после проверки в органах НКВД был восстановлен в кадрах Советской Армии в прежнем звании.
В 1947 году окончил Высшие академические курсы при Военной академии Генерального штаба, после чего занял должность начальника тыла Архангельского военного округа. В 1947 году защитил диссертацию, кандидат военных наук. 
В 1949 году был назначен заместителем командующего войсками Архангельского военного округа по строительству и расквартированию войск. 
В 1952 году был переведён в Харьков, где до 1959 года работал начальником военной кафедры Харьковского института коммунального хозяйства. В 1954 году избран депутатом Киевского районного совета депутатов трудящихся города Харькова.
31 октября 1959 года был уволен в отставку по болезни. 25 апреля 1960 года умер в Харькове.
Награждён орденом Ленина (1946) и четырьмя орденами Красного Знамени (1938, 1941, 1946, 1949).